# Dangolsheim
Dangolsheim je občina v departmaju Bas-Rhin francoske regije Alzacija.
Leta 1990 je v občini živelo 493 oseb oz. 110 oseb/km².